# Stadtgemeinde Maribor

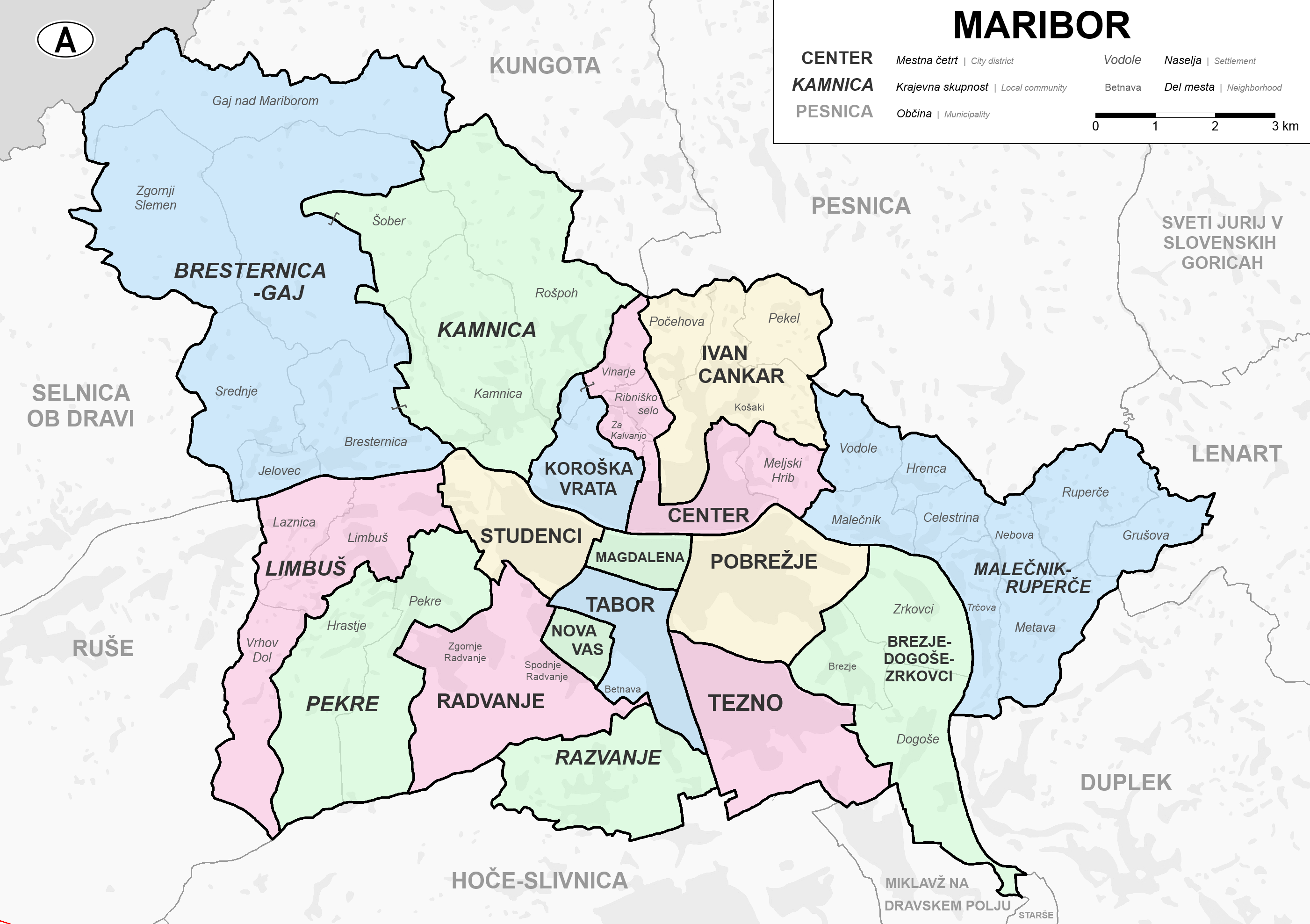
Übersichtskarte der Ortsteile von Maribor

Die Stadtgemeinde Maribor (slowenisch: Mestna občina Maribor) ist eine der zwölf Stadtgemeinden Sloweniens. Sie trägt den Namen ihres Hauptortes, der Stadt Maribor und ist die zweitgrößte Stadt des Landes.

## Lage
Maribor liegt im Nordosten Sloweniens am Fuße des Bachergebirges (Pohorje) südlich und der Windischen Bühel (Slovenske Gorice) nördlich der Stadt und am Ufer der Drau (Drava).

## Stadtgliederung
Die Stadtgemeinde Maribor gliedert sich in elf Stadtbezirke (slow.: Mestne četrti, Abkürzung: MČ) und sechs Ortsgemeinschaften (slow.: Krajevne skupnosti, Abkürzung: KS).
Beide Varianten erfüllen im Wesentlichen dieselben Aufgaben. Der einzige Unterschied ist, dass die Stadtviertel zumindest einen Teil der Kernstadt umfassen, während eine Ortsgemeinschaft ein Zusammenschluss ausschließlich aus Dörfern des Umlandes ist, die zur Stadtgemeinde gehören.
Stadtbezirke (Mestne četrti):
1. MČ Brezje-Dogoše-Zrkovci[3]
2. MČ Center
3. MČ Ivan Cankar
4. MČ Koroška vrata
5. MČ Magdalena[4]
6. MČ Nova vas[5]
7. MČ Radvanje[6]
8. MČ Pobrežje[7]
9. MČ Studenci
10. MČ Tabor
11. MČ Tezno

Ortsgemeinschaften (Krajevne skupnosti):
1. KS Bresternica-Gaj[8]
2. KS Kamnica[9]
3. KS Limbuš
4. KS Malečnik-Ruperče[10]
5. KS Pekre
6. KS Razvanje

## Ortschaften und Siedlungen der Stadtgemeinde
Insgesamt umfasst die Stadtgemeinde 30 Ortschaften. Die deutschen Exonyme in den Klammern stammen aus der Mitte des 19. Jahrhunderts und werden heutzutage, mit Ausnahme von Marburg an der Drau, nicht mehr verwendet. (Einwohnerzahlen Stand 1. Januar 2021):
- Bresternica (Tresternitz), KS Bresternica-Gaj, 1.299
- Celestrina (Zellestrin), KS Malečnik-Ruperče, 289
- Dogoše (Lendorf), 769
- Gaj nad Mariborom (Heiligen Kreuz), KS Bresternica-Gaj, 217
- Grušova, KS Malečnik-Ruperče
- Hrastje, KS Limbuš und KS Pekre, 576
- Hrenca (Krönich), KS Malečnik-Ruperče, 156
- Jelovec (Jellovetz), KS Bresternica-Gaj, 342
- Kamnica (Gams), KS Kamnica, 1.725
- Košaki, KS Ivan Cankar
- Laznica (Laßnitz), KS Limbuš, 313
- Limbuš (Lembach), KS Limbuš, 2.002
- Malečnik (Malletschnig), KS Malečnik-Ruperče, 524
- Maribor (Marburg an der Drau), 96.019
- Markovo, KS Pekre
- Meljski Hrib (Mellingberg), 291
- Metava (Mettau), KS Malečnik-Ruperče, 296
- Nebova (Ebenkreuz), KS Malečnik-Ruperče, 123
- Pekel (Freidegg), KS Ivan Cankar, 180
- Pekre (Pikerndorf), KS Pekre, 1.464
- Počehova (Potschgau), KS Ivan Cankar, 418
- Razvanje (Rosswein), KS Razvanje, 1.386
- Ribniško selo, 310
- Rošpoh (Roßbach), 857
- Ruperče (Ruppersbach), KS Malečnik-Ruperče, 397
- Sredma, KS Bresternica-Gaj
- Srednje (Mittelberg), KS Bresternica-Gaj,174
- Šober (Schober), KS Bresternica-Gaj, 238
- Trčova (Töpfau), KS Malečnik-Ruperče, 783
- Vinarje, 240
- Vodole (Wadlberg), KS Malečnik-Ruperče, 208
- Vrhov Dol (Bergenthal), KS Limbuš, 111
- Za Kalvarijo, 187
- Zornji Slemen, KS Bresternica-Gaj
- Zrkovci (Zwettendorf), 722

## Nachbargemeinden
| Leutschach a.d. Weinstraße (AUT) | Kungota                                     | Pesnica        |
| Selnica ob Dravi                 | Kompassrose, die auf Nachbargemeinden zeigt | Lenart         |
| Ruše                             | Hoče-Slivnica, Miklavž na Dravskem Polju    | Duplek, Starše |